# 东南理工大学
东南理工大学（英語：South East Technological University，缩写为SETU）是爱尔兰东南部地区一所理工大学。大学由沃特福德理工学院、卡洛理工学院合并组成，2021年11月宣布正式合并计划，并于2022年5月1日正式成立。